# Circonscriptions électorales des États fédérés de Micronésie
Les circonscriptions électorales des États fédérés de Micronésie sont les divisions du territoire micronésien effectuées dans le cadre des élections dans les États fédérés de Micronésie. Ces subdivisions prennent le nom de district dans le cadre des élections pour le congrès des États fédérés de Micronésie, pour les élections de l'Assemblée législative des États de Kosrae, de Pohnpei, de Yap, de la Chambre des représentants de l'État de Chuuk. Elles sont nommées régions sénatoriales pour les élections du Sénat de Chuuk. Le gouvernement des municipalités des États fédérés de Micronésie est assuré par des élus choisis par les habitants.

## Élections pour le Congrès des États fédérés de Micronésie
Le Congrès des États fédérés de Micronésie compte 14 membres élus au scrutin majoritaire uninominal à un tour dont dix sont élus pour deux ans et quatre pour quatre ans. Chaque État des États fédérés de Micronésie élit un sénateur au mandat de quatre ans. Les dix sénateurs au mandat de deux ans sont élus par l'un des dix districts électoraux répartis entre les quatre États en proportion de la population :
- État de Chuuk
  - Premier district électoral de Chuuk : Mortlocks
  - Deuxième district électoral de Chuuk : Namoneas du Nord
  - Troisième district électoral de Chuuk : Namoneas du Sud
  - Quatrième district électoral de Chuuk : Faichuk
  - Cinquième district électoral de Chuuk : Oksoritod
- État de Kosrae
  - Premier district électoral de Kosrae
- État de Pohnpei
  - Premier district électoral de Pohnpei : municipalités de Kapingamarangi, Kolonia, Nukuoro, Sapwuahfik et Sokehs
  - Deuxième district électoral de Pohnpei : municipalités de Kitti et Madolenihmw
  - Troisième district électoral de Pohnpei : municipalités de Mokil, Nett, Pingelap et Uh
- État de Yap
  - Premier district électoral de Yap

## Élections pour les assemblées législatives des États
Les États possèdent leur propre système de gouvernement interne et leur propre constitution. Les travaux des assemblées ne peuvent aller à l'encontre de la constitution de leur État, de la constitution des États fédérés de Micronésie et des lois et règlements votés par le Congrès des États fédérés de Micronésie.

### État de Chuuk
L'État possède deux chambres : le Sénat dont les dix membres sont élus pour quatre ans, la Chambre des représentants qui compte vingt-huit élus choisis pour deux ans. Chacune des cinq régions sénatoriales choisit deux élus au scrutin majoritaire plurinominal à un tour. Au sein des régions sénatoriales, il existe une ou plusieurs circonscriptions législatives nommées districts. Chacune d'entre elles permet l'élection d'un ou plusieurs représentants selon le même mode scrutin que pour les sénateurs. 
La première région sénatoriale, celle des Namoneas du Nord, comprend le district 1 qui rassemble les municipalités de Fono, Piis-Panewu et Weno. Il choisit cinq membres à la chambre représentant. La région sénatoriales des Namoneas du Sud comprend trois districts. Le district 2 concerne les municipalités d'Etten et Tonowas et choisit deux représentants. Les municipalités de Fefan, Parem, Tsis et Totiw appartiennent au district 3 qui élit trois membres. Le district 4 ne comprend que la municipalité d'Uman qui doit élire deux représentants. La troisième région sénatoriale, Faichuk, comprend les districts 5 (municipalités d'Eot, Fanapanges, Ramanum et Udot) et 6 (Paata, Polle, Wonei) qui choisissent chacun deux membres, le district 7 (îles Tol) qui élit trois représentants. La région sénatoriale des Mortlocks comprend les districts 8 (Nama, Losap et Piis-Emwar) 9 (Namoluk, Ettal, Kuttu et Moch) et 10 (Lukunoch, Oneop, Satowan et Ta) qui choisissent chacun deux représentants. La dernière région sénatoriale, les îles du Nord-Ouest ou Oksoritod, comprend trois districts qui élisent un membre. Le district 11 rassemble les municipalités de Fananu, Nomwin, Murilo et Ruo, le district 12, les municipalités de Magur, Piherarh, Onou, Onoun, Unanu, le district 13, les municipalités de Houk, Pollap, Polowat, Tamatam.

### État de Kosrae
L'Assemblée législative comprend quatorze sénateurs élus pour quatre ans selon un scrutin majoritaire plurinominal à un tour par les électeurs de quatre circonscriptions législatives nommées districts. Le district de Lelu choisit cinq sénateurs, celui de Malem trois, Tafunsak quatre sénateurs et Utwe deux,.

### État de Pohnpei
L'Assemblée législative est composée de vingt-trois élus au mandat d'une durée de quatre ans choisis dans onze districts. À chaque district correspond une unique municipalité. Les trois premiers districts (Kitti, Madolenihmw, Sokehs) élisent quatre membres, les trois suivants (Kolonia, Nett, Uh) deux élus et les autres (Kapingamarangi, Mokil, Nukuoro, Pingelap, Sapwuahfik un seul élu.

### État de Yap
L'Assemblée législative comprend dix sénateurs élus pour quatre ans dans une circonscription législative nommée district. Le premier district, celui des îles Yap, qui regroupe le plus de population, choisit six sénateurs élus selon un scrutin majoritaire plurinominal à un tour. Les quatre autres districts n'élisent chacun qu'un seul représentant au scrutin uninominal majoritaire à un tour. Le deuxième district comprend les municipalités de Fais, de Ngulu, d'Ulithi et la municipalité inhabitée de Sorol. Le troisième district concerne la municipalité de Woleai. Les municipalités d'Eauripik, de Faraulep et d'Ifalik sont regroupées dans le quatrième district, les municipalités d'Elato, de Lamotrek et de Satawal dans le cinquième,.

## Élections pour les municipalités
Les municipalités des États fédérés de Micronésie constituent la subdivision administrative de deuxième niveau, la première étant les États. Les municipalités peuvent regrouper plusieurs localités dont la principale a généralement le même nom que celui de la municipalité. Hormis les cas de Kolonia pour Pohnpei et Weno pour Chuuk, les capitales des États, Colonia pour Yap, Tofol pour Kosrae, et la capitale fédérale, Palikir, se trouvent dans des municipalités portant des noms différents. L'État de Chuuk comprend quarante municipalités, celui de Kosrae seulement quatre, l'État de Pohnpei onze municipalités et l'État de Yap vingt-et-un. Le fonctionnement des municipalités est assuré par des représentants élus par les habitants.